# Беннетт, Тони
То́ни Бе́ннетт (англ. Tony Bennett, настоящее имя — Э́нтони До́миник Бенеде́тто (англ. Anthony Dominick Benedetto); 3 августа 1926[…], Куинс, Нью-Йорк, США — 21 июля 2023, Нью-Йорк, Нью-Йорк, США) — американский эстрадный певец традиционной свинговой и поп-музыки с элементами джаза, преимущественно из репертуара Great American Songbook. Также известен как художник. Лауреат Гершвиновской премии (2017 год).
Достигнув огромной популярности в начале 1950-х годов, Беннетт стал терять публику с наступлением эры рок-музыки. Отличие Беннетта от других кумиров предрок-н-ролльной эпохи состоит в том, что он дождался возвращения интереса к традиционной эстраде и оказался в состоянии пожать плоды этой перемены.
В конце 1980-х и в 1990-е годы Беннетт постепенно наверстал упущенную славу, расширяя свою аудиторию за счёт молодого поколения и сохраняя приверженность традиционному стилю эстрадного пения. В 1990-е и 2000-е годы он был удостоен множества премий «Грэмми» в категории «традиционная поп-музыка».
Фрэнк Синатра в 1965 году в интервью журналу Life сказал: «На мой вкус, Беннетт — лучший в своём деле. Он вдохновляет меня, он глубоко трогает меня. Он тот певец, который передаёт всё, что задумал композитор, и, возможно, даже немного больше».
Известный кантри-певец Рэй Прайс называл Тони Беннетта «великим певцом в шоу-бизнесе».

## Юные годы
Энтони Доминик Бенедетто родился в районе Астория, Куинс, города Нью-Йорк в семье Анны (урождённая Suraci) и Джона Бенедетто. Его отец был бакалейщик, который эмигрировал из Podàrgoni (сельские районы южно-восточной части итальянского города Реджо-ди-Калабрия), а его мать была швеёй. С двумя другими детьми и отцом, который был болен и не в состоянии работать, семья жила в нищете. Джон Бенедетто умер, когда Энтони было 10 лет. Молодой Бенедетто вырос, слушая Эдди Кантора, Джуди Гарленд и Бинга Кросби, а также джазовых исполнителей, таких, как Луи Армстронг, Джек Тигарден и Джо Вентури.
Его дядя был чечёточником в Водевиле и поэтому смог рано пристроить его в шоу-бизнесе. В 10 лет Тони уже пел при открытии моста Трайборо. Карикатуры и рисование также были его увлечением в раннем возрасте. Он посещал нью-йоркскую Высшую школу промышленного дизайна (High School of Industrial Art), где он изучал живопись и музыку, но бросил её в 16-летнем возрасте, чтобы материально поддерживать свою семью.
Он работал копировщиком в Associated Press и на других неквалифицированных, низкооплачиваемых работах. Но в основном Тони нацелился на карьеру певца, выступая в ночном клубе в Парамесе, Нью-Джерси.
Бенедетто был призван в армию США в ноябре 1944 года, на заключительном этапе Второй мировой войны. Он прошёл базовую подготовку в Форт-Дикс и форт Робинсон и стал пехотинцем. Служба проходила сначала во Франции, а затем и в Германии. В марте 1945-го Беннетт попал на линию фронта, что позже описывал как «передний ряд сидений в аду».
По окончании войны Тони был оставлен в Германии и выступал с армейскими группами, используя псевдоним Джо Бари (Joe Bari), который начал применять ещё до войны.
После увольнения из армии и возвращения в Штаты в 1946 году, Бенедетто начал петь на широкой публике. Позже он придумал себе псевдоним «Тони Беннетт», а первый свой успешный хит он исполнил в 1951 году.

## Триумфы пятидесятых
Беннетт начинал свою карьеру как эстрадный исполнитель свинговых стандартов в традиции таких итало-американских «крунеров», как Фрэнк Синатра, Перри Комо и Дин Мартин. Их эстрадно-джазовая манера исполнения носила название «крунинга». К началу XXI века Беннетт остался единственным носителем этой традиции.
Его первым успешным хитом стал «Because of You» (1951), предельно медленная любовная баллада из фильма 1940 года, спродюсированная Митчем Миллером с сочной оркестровой аранжировкой от Перси Фейфа. Песня начала набирать популярность в музыкальных автоматах, потом достигла вершины в поп-чартах журнала «Биллборд» и оставалась там в течение 10 недель. За это время было реализовано более миллиона экземпляров пластинки.
В том же году Беннетт ещё раз добрался до первой строчки поп-чартов — с синглом «Cold, Cold Heart» — медленной балладой кантри-музыканта Хенка Уильямса. Успех беннеттовской версии песни превратил Уильямса в востребованного композитора. В дальнейшем тандем Миллера и Фейфа работал над всеми ранними хитами Беннетта. Через два года после первого успеха он вернулся на вершину национального хит-парада с более динамичной песней «Rags to Riches».
Песня Беннетта «Blue Velvet», ныне более известная по версии Бобби Винтона, привлекала толпы подростков-фанатов на концерты в нью-йоркский театр «Парамаунт». Его последним хитом стала песня «Stranger in Paradise» (1954) на музыку хора «Улетай на крыльях ветра» А. П. Бородина, из его оперы «Князь Игорь».

## Падение популярности
После наступления эпохи рок-н-ролла молодые эстрадные исполнители вроде Беннетта оказались выбиты из хит-парадов точно так же, как их появление на заре 50-х подорвало популярность их предшественников вроде Синатры и Кросби. Молодёжь конца 50-х не интересовали традиционные свинговые аранжировки, которыми славился Беннетт.
Более консервативный вкус проявляли академики от звукозаписи, вручавшие учреждённую в 1959 году премию «Грэмми». На церемонии 1963 года Беннетта ждал триумф — его песня «I Left My Heart in San Francisco», едва добравшаяся до лучшей двадцатки, была удостоена премии в престижных номинациях «лучший мужской вокал» и «лучшая запись».
Тем не менее, во второй половине 1960-х Беннетт, вняв советам продюсеров, вынужден был сменить имидж и переключиться на исполнение осовремененного материала. От этого его пластинки не стали продаваться лучше, и он был вынужден удалиться вслед за Синатрой и прочими кумирами в Лас-Вегас, где песни предыдущего десятилетия никогда не теряли успеха среди преимущественно возрастной публики.
Тони Беннетт участвовал в маршах Движения за гражданские права в 1965 году, а через несколько лет отказался выступать в Южной Африке, протестуя против апартеида.
В 1966-м году Тони Беннетт впервые попробовал себя в качестве актёра, снявшись в кинокартине Расселла Рауса «The Oscar».
С 1968 года начинается сотрудничество Тони Беннетта с Робертом Фарноном. Вместе они записали несколько альбомов, включая концертный диск из Альберт-холла, где Фарнон дирижировал Лондонским филармоническим оркестром.

## Поворот в карьере
В конце 1970-х годов, когда Беннетт был готов оставить занятия музыкой, у американской публики стала появляться ностальгия по стандартам из Great American Songbook.
В 1980-е годы популярные рок-музыканты (например Линда Ронстадт) стали записывать целые альбомы стандартов, среди которых были и ранние хиты Беннетта. Обязанности менеджера Тони Беннетта в то время исполнял его сын Донни, который решил воспользоваться переменой во вкусах публики. В 1992 и 1993 годах Беннетт выпустил два трибьют-альбома, на которых исполнял песни из репертуара Синатры и Фреда Астера. Оба хорошо продавались и принесли ему статуэтки «Грэмми».
В 1994 году Донни предложил отцу сделать неординарный шаг — записать живой концерт на молодёжном канале MTV, пригласив на выступление в качестве гостей Элвиса Костелло и Кей Ди Лэнг. Так появился концертный альбом «MTV Unplugged», принёсший Беннетту ещё одну премию «Грэмми», на этот раз в самой престижной категории — «альбом года».
В течение последующих лет Беннетт регулярно выступал с концертами и записывал новые диски, которые приносили ему «Грэмми». К его 80-летию был приурочен выход альбома дуэтов, записанных с такими звёздами, как Пол Маккартни, Элтон Джон, Стиви Уандер, Джордж Майкл, Кристина Агилера и Селин Дион. Альбом стал самым успешным за всю предшествующую карьеру, добравшись в Billboard 200 до 3-й позиции.
В 2011 году Тони Беннетт стал старейшим за всю историю певцом, возглавившим с альбомом «Duets II»  американский чарт Billboard 200.
В 2014 году Тони Беннетт выпустил совместный альбом с Леди Гагой — «Cheek to Cheek».
В 2016 году была выпущена автобиографическая книга «Just Getting Started», написанная Беннеттом совместно со Скоттом Саймоном, по случаю 90-летия певца.
В 2021 году Тони Беннетт выпустил второй совместный альбом с Леди Гагой — «Love for Sale», который стал завершающим в музыкальной карьере Беннетта.
С конца 1980-х годов Тони Беннет имел длительные романтические отношения с Сьюзен Кроу, бывшей учительницей из Нью-Йорка, которая была на 33 года младше его. Беннетт и Кроу основали Exploring the Arts, благотворительную организацию, занимающуюся продвижением и поддержкой художественного образования. В то же время они основали (и назвали в честь друга Тони Беннетта — Фрэнка Синатры) Frank Sinatra School of the Arts в Квинсе, государственную среднюю школу, посвященную изучению театрального искусства, которая открылась в 2001 году.
В феврале 2021 года артист признался, что с 2016 года страдает болезнью Альцгеймера.

## Творчество

### Живопись
Беннетт также является художником. Он подписывает свои картины Энтони Бенедетто — таково было его имя при рождении. Некоторые написанные им картины хранятся в постоянной коллекции Смитсоновского музея американского искусства.
На протяжении всей своей карьеры он регулярно посещал художественную школу в Манхэттене, где брал уроки рисования.

### Избранная дискография
См. Дискография Тони Беннетта (англ.)
- Because of You (1952)
- The Beat of My Heart (1957)
- Hometown, My Town (1959)
- To My Wonderful One (1960)
- The Movie Song Album (1966)
- Tony Makes It Happen (1967)
- For Once in My Life (1967)
- Snowfall: The Tony Bennett Christmas Album (1968)
- The Good Things in Life (1972)
- Life Is Beautiful (1972)
- Together Again (1977, совместно с пианистом Биллом Эвансом)
- The Art of Excellence (1986)
- Astoria: Portrait of the Artist (1990)
- Perfectly Frank (1992, в честь Фрэнка Синатры)
- Steppin' Out (1993, в память Фреда Астера)
- Tony Bennett: The Playground (1998)
- Bennett Sings Ellington: Hot & Cool (1999, в память Дюка Эллингтона)
- Duets: An American Classic (2006)
- The Classics (2013) — альбом-компиляция; представляет собой собрание хитов Тони Беннетта.
- Cheek to Cheek (совместно с Леди Гагой; 2014)
- The Silver Lining: The Songs of Jerome Kern (2015)
- Love Is Here to Stay (совместно с Дайаной Кролл; 2018)
- Love for Sale (совместно с Леди Гагой; 2021)[15]

### Проза
- Just Getting Started (Автобиография). / Совместно со Скоттом Саймоном.

### Поэзия
Беннетт написал слова к нескольким песням, в том числе:
- «Be Cool and Groovy For Me» (совместно с Дюком Эллингтоном)
- «All for You» (музыка Джанго Рейнхардта)